# Hansjörg Eichmeyer
Hansjörg Eichmeyer (* 4. Jänner 1940 in Vöcklabruck; † 12. Mai 2019) war ein österreichischer evangelisch-lutherischer Theologe.

## Leben
Hansjörg Eichmeyer studierte Evangelische Theologie an der Augustana-Hochschule Neuendettelsau. 1968 wurde er Pfarrer in Attersee am Attersee und 1974 an der Friedenskirche in Vöcklabruck, an der bereits sein Vater Pfarrer gewesen war. Mitglied der Synode der Evangelischen Kirche A. B. und der Generalsynode der Evangelischen Kirche A. u. H. B. wurde Eichmeyer 1980. 
Im Jahr 1985 wurde Hansjörg Eichmeyer zum Stellvertreter des Superintendenten Herwig Karzel der Evangelischen Superintendentur A. B. Oberösterreich gewählt, bis er 1990 als dessen Nachfolger selbst zum Superintendenten gewählt wurde. In seine Amtszeit fielen die Eröffnung des evangelischen Diözesanmuseums in Rutzenmoos im Jahr 2000, die Erbauung des Dietrich-Bonhoeffer-Studentenheims in Linz und die Neustrukturierung des Evangelischen Bildungswerks. Im Bereich der Ökumene arbeitete er eng mit dem römisch-katholischen Bischof Maximilian Aichern zusammen. Eichmeyer war außerdem Kuratoriumsmitglied des Diakoniewerks Gallneukirchen und der Hospizbewegung. 2005 wurde Gerold Lehner sein Nachfolger als oberösterreichischer Superintendent. 
Hansjörg Eichmeyer war der Vater von fünf Kindern und in zweiter Ehe mit Ulrike Eichmeyer-Schmid verheiratet. Er starb 2019 im 80. Lebensjahr.

## Schriften
- Hilfe ganz im Sinne Christi. In: Günther Hartl (Hrsg.): Ein Weg zu den Herzen – 15 Jahre ORF-Friedenslicht. Trauner, Linz 2000, ISBN 3-85487-168-6, S. 21–22
- Zwiespalt und Versuchung von Moses- und Aaronskirche – Plädoyer zugunsten der Option für die Armen aus Sicht der evangelischen Kirche A. B. In: Severin J. Lederhilger (Hrsg.): Gott oder Mammon. Christliche Ethik und die Religion des Geldes. Lang, Frankfurt am Main, Wien u. a. 2001, ISBN 3-631-37324-4, S. 207–212
- „Dem Rad in die Speichen fallen“. Dietrich Bonhoeffer. Person und Werk. In: Franz Eichinger (Hrsg.): Glauben lernen in einer mündigen Welt. Evangelischer Presseverband in Österreich, Wien 2006, ISBN 3-85073-014-X, S. 13–24
- Stefan Fadinger. Der oberösterreichische Protestantismus im Spiegel der Literatur. In: Michael Bünker, Karl W. Schwarz (Hrsg.): Protestantismus & Literatur. Ein kulturwissenschaftlicher Dialog. Evangelischer Presseverband in Österreich, Wien 2007, ISBN 978-3-85073-301-4, S. 95–116

## Auszeichnungen und Ehrungen
- Goldenes Ehrenzeichen des Landes Oberösterreich (1999)
- Ehrenring der Stadt Linz (2000)[3]
- Großes Goldenes Ehrenzeichen für Verdienste um die Republik Österreich (2005)[4][5]
- Ehrenring der Stadt Vöcklabruck (2010)[6]